# Ulrich Zwingli

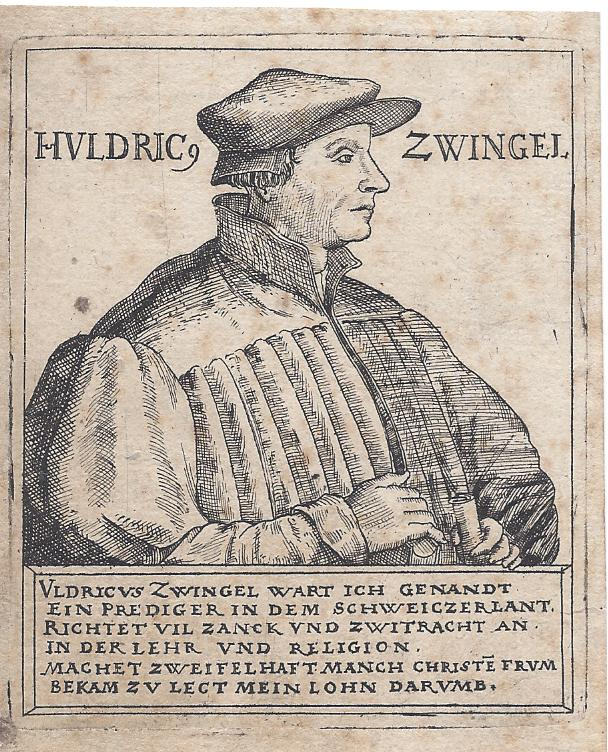
Huldrych Zwingli

Ulrich Zwingli, křestní jméno později psáno též Huldrych, (1. ledna 1484 Wildhaus – 11. října 1531 Kappel am Albis), byl švýcarský kněz, humanistický teolog a první představitel švýcarské reformace. Položil základy pro vznik reformované církve.

## Životopis
Zwingli se narodil 1. ledna 1484 ve Wildhausu (kanton St. Gallen). Studoval teologii v Bernu, ve Vídni a Basileji, poté působil jako farář, kazatel a též jako polní kaplan (vojenský duchovní).
V roce 1518 byl povolán do Curychu, kde se zasadil o reformaci. Po konfliktu v otázce půstu získal na svou stranu městskou radu, která ho prohlásila vítězem disputace s katolíky (1523). Fakticky tak došlo k oddělení od staré církve a v Curychu byly zavedeny rozsáhlé reformy. Z kostelů v souladu s přikázáním „Nezobrazíš si Boha“ – někdy s revoluční radikálností (obrazoborectví) – reformátoři odstranili tradiční vybavení sochami, obrazy a dalšími uměleckými předměty. Z Curychu se stalo teokratické centrum švýcarské reformace; odtud se nové učení šířilo do dalších kantonů a měst s výjimkou nejstarších kantonů (Uri, Schwyz, Unterwalden, Zug, Lucern), které se bránily zejména z politických důvodů (ztráta čelního postavení v rámci Švýcarska).
Marburské náboženské rozhovory s Lutherem v roce 1529, které měly vést k sjednocení stanoviska evangelíků, ztroskotaly na řešení otázky Svaté večeře Páně.
Konflikt s katolickými kantony vyústil v roce 1528 ve válku. Zwingli zemřel jako polní kněz v bitvě u Kappelu (kanton Curych) 11. října 1531.
Jeho přímým následovníkem švýcarské reformace v Curychu se stal Heinrich Bullinger. Vliv Zwingliho nezůstal omezen pouze na území Švýcarska, ale rozšířil se i do sousedních hornoněmeckých měst (Štrasburk, Kostnice, Memmingen, Lindau).
Středem Zwingliho teologie je učení o predestinaci, ze kterého vyplývala i jeho politická angažovanost.

## Dílo
- O svobodné volbě pokrmů (1522)
- Výklad Závěrečných proslovů (1523)
- Stručný úvod do křesťanství (1523)
- Výklad o pravém a falešném náboženství (1525)
- Počet z víry (1530)
- Výklad křesťanské víry (posmrtně 1536)